# غرينليف كلارك
غرينليف كلارك (بالإنجليزية: Greenleaf Clark)‏ هو محامي وقاضي أمريكي، ولد في 23 أغسطس 1835، وتوفي في 7 ديسمبر 1904.